# Silnice II/213
Silnice II/213 je silnice II. třídy, která vede z Nového Kostela do Libé. Je dlouhá 21,6 km. Prochází jedním krajem a jedním okresem.

## Vedení silnice

### Karlovarský kraj, okres Cheb
- Spálená (křiž. II/212)
- Hrzín (křiž. III/2132)
- Křižovatka (křiž. III/2134, III/2135)
- Skalná (křiž. III/2136, III/21310)
- Starý Rybník (křiž. III/21313)
- Vojtanov (křiž. I/21)
- Hazlov (křiž. I/64)
- Polná (křiž. III/21315, III/21319)
- Libá (křiž. III/21320)